# Oostenrijk op de Olympische Zomerspelen 2004
Oostenrijk nam deel aan de Olympische Zomerspelen 2004 in Athene, Griekenland. Er werden 7 medailles gewonnen. Sinds 1936 was dit aantal nog nooit zo groot geweest.

## Medailleoverzicht
| Sport       | Olympiër                           | Discipline                 | Medaille |
| ----------- | ---------------------------------- | -------------------------- | -------- |
| Triatlon    | Kate Allen                         | vrouwen                    | Goud     |
| Zeilen      | Roman Hagara Hans-Peter Steinacher | tornado klasse             | Goud     |
| Judo        | Claudia Heill                      | -63kg (m)                  | Zilver   |
| Zeilen      | Andreas Geritzer                   | laser klasse               | Zilver   |
| Zwemmen     | Markus Rogan                       | 100m rugslag (m)           | Zilver   |
| Zwemmen     | Markus Rogan                       | 200m rugslag (m)           | Zilver   |
| Schietsport | Christian Planer                   | 50m geweer 3 houdingen (m) | Brons    |

## Deelnemers en resultaten

### Atletiek
| Olympiër            | Discipline             | Resultaat | Prestatie |
| ------------------- | ---------------------- | --------- | --- |
| Günther Weidlinger  | 5000m (m)              | 20e       | serie 1: 11de in 13.29,32 |
| Martin Pröll        | 3000m steeplechase (m) | 19e       | serie 1: 8ste in 8.26,01 |
| Michael Buchleitner | marathon (m)           | 29e       | 2:19.19 |
| Roland Schwarzl     | tienkamp (m)           | 10e       | 100m: 23ste in 10,98 verspringen: 7de met 7,49m kogelstoten: 25ste met 14,01m hoogspringen: 20ste met 1,94m 400m: 24ste in 49,76 110m horden: 11de in 14,25 discuswerpen: 21ste met 42,43m polsstokhoogspringen: 3de met 5,10m speerwerpen: 20ste met 56,32m 1500m: 13de in 4.33,56 totaal: 8102 punten |
|                     |                        |           | |
| Karin Mayr-Krifka   | 100m (v)               | 29e       | serie 7: 4de in 11,40 kwartfinale 2: 8ste in 11,55 |
| Bettina Müller      | 100m (v)               | 26e       | serie 4: 4de in 11,39 kwartfinale 2: 7de in 11,50 |
| Karin Mayr-Krifka   | 200m (v)               | 18e       | serie 4: 5de in 22,81 kwartfinale 1: 7de in 23,19 |

### Gewichtheffen
| Olympiër         | Discipline | Resultaat | Prestatie                                                       |
| ---------------- | ---------- | --------- | --------------------------------------------------------------- |
| Matthias Steiner | -105kg (m) | 7e        | trekken: 11de met 182,5kg stoten: 5de met 222,5kg totaal: 405kg |

### Judo
| Olympiër        | Discipline | Resultaat | Prestatie |
| --------------- | ---------- | --------- | --- |
| Ludwig Paischer | -60kg (m)  | 21e       | 1ste ronde: vrij 2de ronde: V van KOR Choi: ippon |
|                 |            |           | |
| Claudia Heill   | -63kg (v)  | Zilver    | 1ste ronde: W van USA Rousey: yuko 2de ronde: W van GBR Clark: ippon kwartfinale: W van PRK Hong: waza-ari halve finale: W van SLO Žolnir: ippon finale: V van JPN Tanimoto: waza-ari |

### Kanovaren
| Olympiër                 | Discipline | Resultaat | Prestatie                                                                                             |
| Slalom                   | Slalom     | Slalom    | Slalom                                                                                                |
| ------------------------ | ---------- | --------- | --- |
| Helmut Oblinger          | K-1 (m)    | 13e       | voorronde: 7de run 1: 3de in 94,25 run 2: 16de in 98,94 totaal: 193,19 halve finale: 13de in 98,02    |
| Slalom                   |            |           | |
| Violetta Oblinger-Peters | K-1 (v)    | 12e       | voorronde: 7de run 1: 6de in 110,95 run 2: 14de in 115,45 totaal: 226,40 halve finale: 12de in 117,09 |

### Paardensport
| Olympiër                                                              | Discipline  | Resultaat | Prestatie |
| Dressuur                                                              | Dressuur    | Dressuur  | Dressuur |
| --------------------------------------------------------------------- | ----------- | --------- | --- |
| Friedrich Gaulhofer                                                   | individueel | 44e       | Grand Prix: 44ste met 63,667% |
| Peter Gmoser                                                          | individueel | 42e       | Grand Prix: 42ste met 62,750% |
| Victoria Max-Theurer                                                  | individueel | 20e       | Grand Prix: 20ste met 68,667% Grand Prix special: 20ste met 68,753%                                                                                 |
| Nina Stadlinger                                                       | individueel | 25e       | Grand Prix: 26ste met 67,375% Grand Prix special: 25ste met 66,148%                                                                                 |
| Friedrich Gaulhofer Peter Gmoser Victoria Max-Theurer Nina Stadlinger | team        | 8e        | 66,570% |
| Eventing                                                              |             |           | |
| Harald Ambros                                                         | individueel | 44e       | dressuur: 32ste met 54,0 strafpunten cross-country: 38ste met 7,2 strafpunten springconcours: 27ste met 8 strafpunten totaal: 73,20 strafpunten     |
| Margit Appelt                                                         | individueel | 68e       | dressuur: 70ste met 74,6 strafpunten cross-country: 70ste met 162,2 strafpunten springconcours: 68ste met 35 strafpunten totaal: 271,80 strafpunten |
| Harald Riedl                                                          | individueel | DSQ       | dressuur: 48ste met 61,6 strafpunten cross-country: 61ste met 52,8 strafpunten springconcours: 58ste met 27 strafpunten totaal: 141,40 strafpunten  |
| Harald Siegl                                                          | individueel | 45e       | dressuur: 45ste met 60,6 strafpunten cross-country: 51ste met 23,2 strafpunten springconcours: 45ste met 12 strafpunten totaal: 95,80 strafpunten   |
| Andreas Zehrer                                                        | individueel | DNF       | dressuur: 43ste met 60,4 strafpunten cross-country: niet gefinisht                                                                                  |
| Harald Ambros Margit Appelt Harald Riedl Harald Siegl Andreas Zehrer  | team        | 14e       | dressuur: 10de met 75 strafpunten cross-country: 14de met 192,6 strafpunten springconcours: 14de met 55 strafpunten totaal: 436,80 strafpunten      |

### Roeien
| Olympiër                                                          | Discipline             | Resultaat | Prestatie |
| ----------------------------------------------------------------- | ---------------------- | --------- | --- |
| Raphael Hartl                                                     | skiff (m)              | 17e       | serie 3: 2de in 7.34,61 herkansingen: 2de in 7.06,21 halve finale 3: 5de in 6.58,67 finale C: 5de in 7.00,75 |
| Juliusz Madecki Sebastian Sageder Wolfgang Sigl Bernd Wakolbinger | lichte vier-zonder (m) | 10e       | serie 1: 3de in 5.54,07 halve finale 1: 4de in 5.58,73 finale B: 4de in 6.22,85                              |

### Schermen
| Olympiër         | Discipline | Resultaat | Prestatie                                               |
| ---------------- | ---------- | --------- | ------------------------------------------------------- |
| Christoph Marik  | degen (m)  | 17e       | 1ste ronde: vrij 2de ronde: V van UKR Karyuchenko: 7-15 |
| Roland Schlosser | floret (m) | 23e       | 1ste ronde: vrij 2de ronde: V van FRA Attely: 14-15     |

### Schietsport
| Olympiër            | Discipline                 | Resultaat | Prestatie                                                                     |
| ------------------- | -------------------------- | --------- | ----------------------------------------------------------------------------- |
| Thomas Farnik       | 10m luchtgeweer (m)        | 12e       | kwalificatie: 12de met 593 punten (99-98-100-99-98-99)                        |
| Christian Planer    | 10m luchtgeweer (m)        | 12e       | kwalificatie: 12de met 593 punten (98-99-99-99-98-100)                        |
| Thomas Farnik       | 50m geweer 3 houdingen (m) | 6e        | kwalificatie: 6de met 1165 punten (395-383-387) finale: 6de met 1261,4 punten |
| Christian Planer    | 50m geweer 3 houdingen (m) | Brons     | kwalificatie: 3de met 1167 punten (396-381-390) finale: 3de met 1262,8 punten |
| Mario Knögler       | 50m geweer liggend (m)     | 16e       | kwalificatie: 16de met 592 punten (98-98-99-98-99-100)                        |
| Wolfram Waibel Jr.  | 50m geweer liggend (m)     | 16e       | kwalificatie: 16de met 592 punten (99-98-99-99-99-98)                         |
|                     |                            |           |                                                                               |
| Monika Haselsberger | 10m luchtgeweer (v)        | 9e        | kwalificatie: 9de met 396 punten (99-99-99-99)                                |

### Schoonspringen
| Olympiër     | Discipline    | Resultaat | Prestatie                                                              |
| ------------ | ------------- | --------- | ---------------------------------------------------------------------- |
| Marion Reiff | 10m toren (v) | 31e       | voorronde: 31ste met 232,25 punten                                     |
| Anja Richter | 10m toren (v) | 15e       | voorronde: 17de met 302,16 punten halve finale: 15de met 474,44 punten |

### Taekwondo
| Olympiër        | Discipline | Resultaat | Prestatie                                                                                           |
| --------------- | ---------- | --------- | --------------------------------------------------------------------------------------------------- |
| Tuncay Çalışkan | -68kg (m)  | 7e        | voorronde: W van CAF Liango kwartfinale: V van TPE Huang: 8-10 herkansingen: V van EGY Hussein: 4-8 |
|                 |            |           | |
| Nevena Lukic    | -49kg (v)  | 8e        | voorronde: W van LES Mochesane: 4-0 kwartfinale: V van GUA Carías: 1-1                              |

### Tafeltennis
| Olympiër                     | Discipline     | Resultaat | Prestatie |
| ---------------------------- | -------------- | --------- | --- |
| Werner Schlager              | enkelspel (m)  | 9e        | 1ste ronde: vrij 2de ronde: vrij 3de ronde: W van HKG Li: 4-2 (8-11, 11-9, 12-14, 11-9, 11-9, 11-6) 4de ronde: V van GER Boll: 3-4 (2-11, 14-12, 5-11, 9-11, 11-6, 11-4, 6-11) |
| Chen Weixing                 | enkelspel (m)  | 17e       | 1ste ronde: vrij 2de ronde: W van AUS Henzell: 4-0 (11-7, 11-3, 12-10, 11-6-) 2de ronde: V van KOR Oh: 3-4 (11-7, 6-11, 7-11, 8-11, 11-5, 11-9, 2-11)                          |
| Karl Jindrak Werner Schlager | dubbelspel (m) | 9e        | 1ste ronde: vrij 2de ronde: vrij 3de ronde: V van DEN Maze/Tugwell: 0-4 (10-12, 7-11, 6-11, 7-11)                                                                              |
|                              |                |           | |
| Liu Jia                      | enkelspel (v)  | 17e       | 1ste ronde: vrij 2de ronde: vrij 3de ronde: V van JPN Fujinuma: 3-4 (11-7, 11-6, 10-12, 6-11, 7-11, 11-8, 7-11)                                                                |

### Tennis
| Olympiër      | Discipline    | Resultaat | Prestatie                              |
| ------------- | ------------- | --------- | -------------------------------------- |
| Jürgen Melzer | enkelspel (m) | 33e       | 1ste ronde: V van USA Spadea: 0-6, 1-6 |

### Triatlon
| Olympiër       | Discipline | Resultaat | Prestatie  |
| -------------- | ---------- | --------- | ---------- |
| Norbert Domnik | mannen     | 37e       | 1:59.13,25 |
|                |            |           |            |
| Kate Allen     | vrouwen    | Goud      | 2:04.43,45 |
| Eva Bramboeck  | vrouwen    | 28e       | 2:10.19,60 |

### Volleybal
| Olympiër                       | Discipline | Resultaat | Prestatie |
| Beach                          | Beach      | Beach     | Beach |
| ------------------------------ | ---------- | --------- | --- |
| Nik Berger Florian Gosch       | mannen     | 17e       | groep C: 3de V van ESP Bosma/Herrera: 0-2 (14-21, 13-21) W van AUT Nowotny/Gartmayer: 2-0 (21-17, 21-17) V van SUI P Laciga/M Laciga: 0-2 (17-21, 19-21)   |
| Robert Nowotny Peter Gartmayer | mannen     | 19e       | groep C: 3de V van ESP Bosma/Herrera: 1-2 (16-21, 21-19, 11-15) V van AUT Berger/Gosch: 0-2 (17-21, 17-21) V van SUI P Laciga/M Laciga: 0-2 (14-21, 14-21) |

### Wielersport
| Olympiër                    | Discipline       | Resultaat | Prestatie      |
| Baan                        | Baan             | Baan      | Baan           |
| --------------------------- | ---------------- | --------- | -------------- |
| Franz Stocher               | puntenkoers (m)  | 17e       | 9 punten       |
| Roland Garber Franz Stocher | ploegkoers (m)   | 8e        | 8 punten       |
| Mountainbike                |                  |           |                |
| Christoph Soukup            | mannen           | 15e       | 2:22.50        |
| Michael Weiss               | mannen           | 32e       | 2:30.14        |
|                             |                  |           |                |
| Barbel Jungmeier            | vrouwen          | 14e       | 2:09.22        |
| Weg                         |                  |           |                |
| Bernhard Eisel              | wegwedstrijd (m) | DNF       | niet gefinisht |
| Gerrit Glomser              | wegwedstrijd (m) | 51e       | 5:45.21        |
| Georg Totschnig             | wegwedstrijd (m) | 22e       | 5:41.56        |
| Gerhard Trampusch           | wegwedstrijd (m) | 30e       | 5:41.56        |
| Weg                         |                  |           |                |
| Christiane Soeder           | wegwedstrijd (v) | 24e       | 3:25.42        |

### Worstelen
| Olympiër       | Discipline  | Resultaat   | Prestatie                                                                         |
| Vrije stijl    | Vrije stijl | Vrije stijl | Vrije stijl                                                                       |
| -------------- | ----------- | ----------- | --------------------------------------------------------------------------------- |
| Lubos Cikel    | -60kg (m)   | 8e          | groep 6: 3de W van UZB Zakhartdinov: 3-1 V van KOR Jung: 1-3 V van JPN Inoue: 0-4 |
| Radovan Valach | -96kg (m)   | 19e         | groep 7: 3de V van USA Cormier: 0-3 V van POL Bartnicki: 1-3                      |
|                |             |             |                                                                                   |
| Marina Gastl   | -72kg (v)   | 9e          | groep 1: 3de V van GER Schätzle: 1-3 V van RUS Manyurova: 1-3                     |

### Zeilen
| Olympiër                           | Discipline | Resultaat | Prestatie                                             |
| ---------------------------------- | ---------- | --------- | ----------------------------------------------------- |
| Andreas Hanakamp Hans Spitzauer    | star (m)   | 13e       | 97 punten: (12-14-7-16-14-16-9-3-5-11-6)              |
|                                    |            |           |                                                       |
| Andreas Geritzer                   | laser      | Zilver    | 68 punten: (4-1-34-7-1-2-12-15-12-4-10)               |
| Nico Delle-Karth Nikolaus Resch    | 49er       | 10e       | 122 punten: (5-13-11-6-5-14-6-17-13-4-15-8-13-4-12-8) |
| Roman Hagara Hans-Peter Steinacher | tornado    | Goud      | 34 punten: (1-3-8-1-14-8-4-1-2-5-1)                   |

### Zwemmen
| Olympiër          | Discipline           | Resultaat | Prestatie                                                                     |
| ----------------- | -------------------- | --------- | ----------------------------------------------------------------------------- |
| Dominik Koll      | 200m vrije slag (m)  | 26e       | serie 5: 4de in 1.51,36                                                       |
| Dominik Koll      | 100m rugslag (m)     | Zilver    | serie 5: 1ste in 54,87 halve finale 1: 2de in 54,42 finale: 2de in 54,35      |
| Dominik Koll      | 200m rugslag (m)     | Zilver    | serie 5: 2de in 1.58,06 halve finale 2: 2de in 1.57,50 finale: 2de in 1.57,35 |
| Maxim Podoprigora | 100m schoolslag (m)  | 25e       | serie 5: 2de in 1.03,08                                                       |
| Maxim Podoprigora | 200m schoolslag (m)  | 13e       | serie 5: 5de in 2.14,31 halve finale 2: 6de in 2.14,66                        |
|                   |                      |           |                                                                               |
| Judith Draxler    | 50m vrije slag (v)   | 19e       | serie 9: 7de in 25,82                                                         |
| Judith Draxler    | 100m vrije slag (v)  | 33e       | serie 3: 3de in 57,29                                                         |
| Mirna Jukić       | 100m schoolslag (v)  | 14e       | serie 4: 5de in 1.09,99 halve finale 1: 7de in 1.10,06                        |
| Mirna Jukić       | 200m schoolslag (v)  | 7e        | serie 3: 3de in 2.28,28 halve finale 2: 4de in 2.26,95 finale: 7de in 2.26,36 |
| Petra Zahrl       | 200m vlinderslag (v) | 23e       | serie 2: 7de in 2.13,92                                                       |

Afghanistan · Albanië · Algerije · Amerikaanse Maagdeneilanden · Amerikaans-Samoa · Andorra · Angola · Antigua en Barbuda · Argentinië · Armenië · Aruba · Australië · Azerbeidzjan · Bahama's · Bahrein · Bangladesh · Barbados · België · Belize · Benin · Bermuda · Bhutan · Bolivia · Bosnië en Herzegovina · Botswana · Brazilië · Britse Maagdeneilanden · Brunei · Bulgarije · Burkina Faso · Burundi · Cambodja · Canada · Centraal-Afrikaanse Republiek · Chili · China · Chinees Taipei · Colombia · Comoren · Congo-Brazzaville · Congo-Kinshasa · Cookeilanden · Costa Rica · Cuba · Cyprus · Denemarken · Djibouti · Dominica · Dominicaanse Republiek · Duitsland · Ecuador · Egypte · El Salvador · Equatoriaal-Guinea · Eritrea · Estland · Ethiopië · Fiji · Filipijnen · Finland · Frankrijk · Gabon · Gambia · Georgië · Ghana · Grenada · Griekenland · Groot-Brittannië · Guam · Guatemala · Guinee · Guinee‑Bissau · Guyana · Haïti · Honduras · Hongarije · Hongkong · Ierland · IJsland · India · Indonesië · Irak · Iran · Israël · Italië · Ivoorkust · Jamaica · Japan · Jemen · Jordanië · Kaaimaneilanden · Kaapverdië · Kameroen · Kazachstan · Kenia · Kirgizië · Kiribati · Koeweit · Kroatië · Laos · Lesotho · Letland · Libanon · Liberia · Libië · Liechtenstein · Litouwen · Luxemburg · Macedonië · Madagaskar · Malawi · Malediven · Maleisië · Mali · Malta · Marokko · Mauritanië · Mauritius · Mexico · Micronesië · Moldavië · Monaco · Mongolië · Mozambique · Myanmar · Namibië · Nauru · Nederland · Nederlandse Antillen · Nepal · Nicaragua · Nieuw-Zeeland · Niger · Nigeria · Noord-Korea · Noorwegen · Oeganda · Oekraïne · Oezbekistan · Oman · Oostenrijk · Oost‑Timor · Pakistan · Palau · Palestina · Panama · Papoea-Nieuw-Guinea · Paraguay · Peru · Polen · Portugal · Puerto Rico · Qatar · Roemenië · Rusland · Rwanda · Saint Kitts en Nevis · Saint Lucia · Saint Vincent en Grenadines · Salomonseilanden · Samoa · San Marino · Sao Tomé en Principe · Saoedi-Arabië · Senegal · Servië en Montenegro · Seychellen · Sierra Leone · Singapore · Slovenië · Slowakije · Soedan · Somalië · Spanje · Sri Lanka · Suriname · Swaziland · Syrië · Tadzjikistan · Tanzania · Thailand · Togo · Tonga · Trinidad en Tobago · Tsjaad · Tsjechië · Tunesië · Turkije · Turkmenistan · Uruguay · Vanuatu · Venezuela · Verenigde Arabische Emiraten · Verenigde Staten · Vietnam · Wit-Rusland · Zambia · Zimbabwe · Zuid-Afrika · Zuid-Korea · Zweden · Zwitserland